# Starý most (Segedín)
Starý most, nebo doslova Staroměstský most (maďarsky Belvárosi híd) se nachází v maďarském Segedíně. Překonává řeku Tisu. Je to hlavní silniční most ve městě.
Most spojuje historické centrum města s Novým Segedínem (maďarsky Újszeged). Je nápadný díky svému ocelovému oblouku. Postaven byl v závěru 19. století, po velké povodni, která zpustošila Segedín. Výstavba mostu trvala tři roky (1880 až 1883) a projekt stavby připravili Gustave Eiffel a János Feketeházy. V závěru druhé světové války jej nejprve poškodilo bombardování západních spojenců roku 1944 a v roce 1945 jej částečně strhla ustupující německá armáda. Trosky byly vyzvednuty roku 1946 a roku 1948 byl kompletně opraven. Dříve po něm také jezdily tramvaje.
Do roku 1979 byl jediným mostem přes Tisu ve městě. Každý rok se zde koná trh s názvem hídvásár (trh na mostě), který je jednou z hlavních společenských událostí.